# Karel Bredenhorst
Karel Bredenhorst (Den Haag, 1978) is een Nederlands dirigent, componist en cellist. 
Als solist en kamermusicus is Bredenhorst bekend van het Cello8ctet Amsterdam, Cuarteto SolTango en Duo Verzaro. Sinds 2012 is Bredenhorst artistiek directeur van het Cervo Chamber Music kamermuziek festival in Cervo (IM).
Bredenhorst studeerde achtereenvolgens bij Monique Bartels en Paul Uyterlinde aan het Koninklijk Conservatorium in Den Haag en het Twents Conservatorium in Enschede. In 2004 behaalde hij zijn bachelor of music en in 2009 zijn master of music aan de Musikhochschule in Lübeck bij Troels Svane.
Met het EnAccord Strijkkwartet won Bredenhorst verschillende prijzen, en daarnaast speelde hij in diverse orkesten. Hij maakte ook deel uit van het gezelschap rond Herman van Veen, Erik van der Wurff, Jann Cnossen en Edith Leerkes, speelde met Carel Kraayenhof.